# Liste der Naturdenkmale in Gelnhausen
Die Liste der Naturdenkmale in Gelnhausen nennt die in der Stadt Gelnhausen im Main-Kinzig-Kreis gelegenen Naturdenkmale.

| Bild            | Bezeichnung                          | Ortsteil, Lage                             | Beschreibung | Art          | Nr.    |
| --------------- | ------------------------------------ | ------------------------------------------ | ------------ | ------------ | ------ |
| BW              | Gruppe echter Kastanien              | Gelnhausen 50° 12′ 18,8″ N, 9° 12′ 5,8″ O  |              | Edelkastanie | 435015 |
| BW              | Vogelschutzgehölz                    | Haitz 50° 13′ 10,7″ N, 9° 14′ 22,1″ O      |              |              | 435044 |
| Fotos hochladen | Lindengruppe (2) am Wingertshäuschen | Meerholz 50° 10′ 47,2″ N, 9° 8′ 39,2″ O    |              |              | 435078 |
| BW              | Edelkastanie                         | Gelnhausen 50° 12′ 34,5″ N, 9° 11′ 24,1″ O |              | Edelkastanie | 435185 |
| Fotos hochladen | Feldwieschen bei Meerholz            | Meerholz 50° 10′ 31,6″ N, 9° 8′ 13,2″ O    |              |              | 435203 |

## Belege
1. ↑  
Naturdenkmale im Main-Kinzig-Kreis. (PDF; 74 kB) Umweltbericht MKK. Main-Kinzig-Kreis, August 2015, archiviert vom Original (nicht mehr online verfügbar) am 24. Januar 2016; abgerufen am 22. Januar 2016.

- Karte mit allen Koordinaten:
- OSM |
- WikiMap